# Subotište
Subotište (srbsky Суботиште) je vesnice v severozápadní části Srbska, administrativně spadající pod opštinu Pećinci. Vesnice se nachází v rovinaté krajině regionu Srem nedaleko od řeky Sáva a města Pećinci. Známá je díky závodnímu okruhu Národní řidičské akademie (srbsky Nacionalna vozačka akademija). V roce 2011 zde žilo 942 obyvatel, počet obyvatel vsi je dlouhodobě stabilní.
Z národnostního hlediska je obyvatelstvo v drtivé většině srbské národnosti (cca 95 %), zastoupena je menšinově národnost chorvatská a maďarská.
První písemná zmínka o obci pochází z roku 1329, a to z maďarských pramenů. Místní katolický kostel je poprvé zmíněn z dob turecké nadvlády ze 16. století. Vesnice byla součástí tzv. Vojenské hranice. Po světových válkách vlivem vystěhovávání Němců se počet obyvatel vesnice snižoval, dosídlena byla kolonisty ze Srbska. 